# Братська могила радянських воїнів у с. Олексіївка
Братська могила радянських воїнів у селі Олексіївка Юр'ївського району Дніпропетровської області.

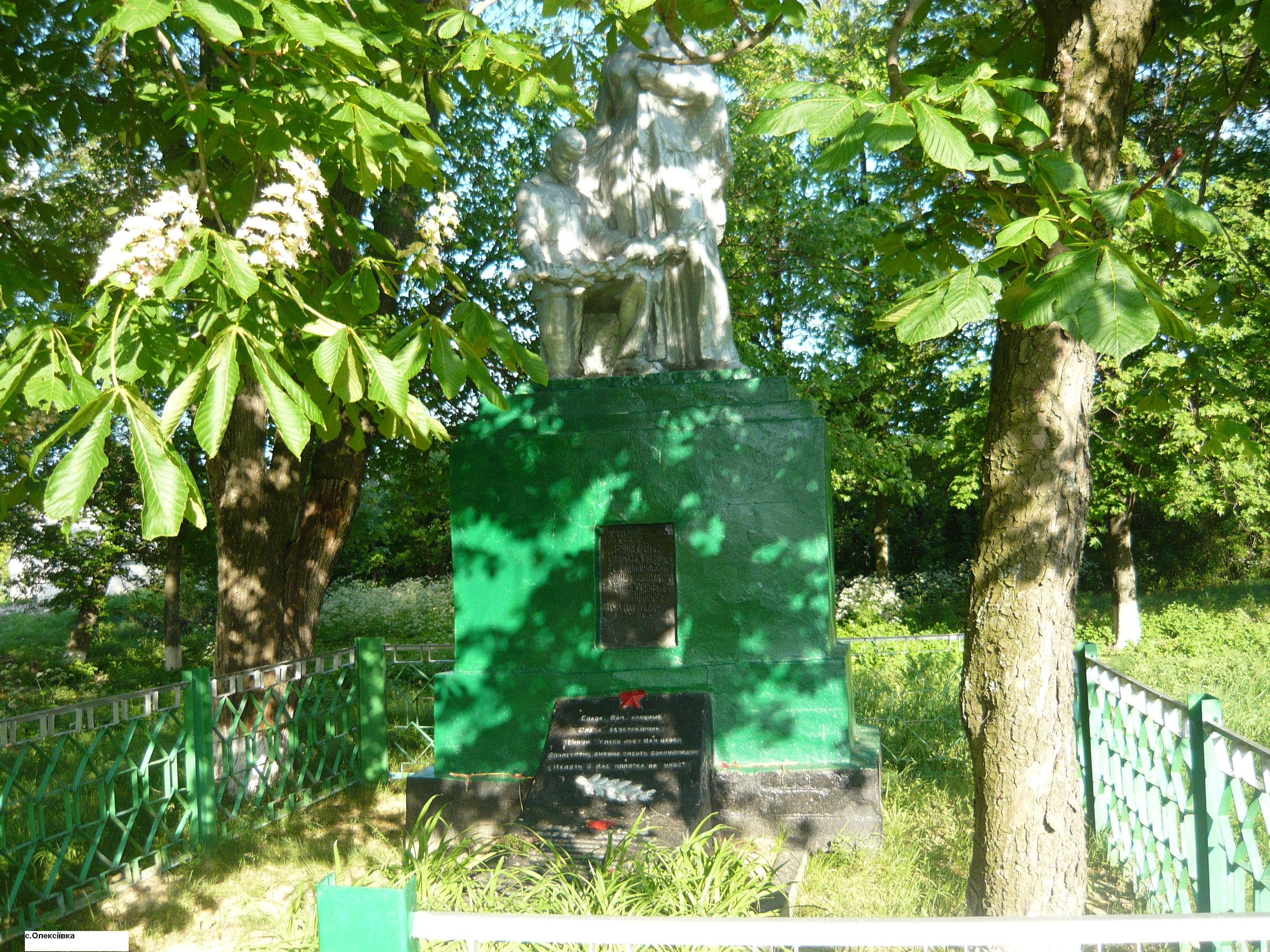
Братська могила радянських воїнів у селі Олексіївка

## Історія
Пам'ятка знаходиться в центрі села біля сільської ради. У братській могилі поховано 14 воїнів четвертого гвардійського стрілецького корпусу шостої Армії Південно-Західного фронту, які загинули в лютому 1943 року, і 20-ї гвардійської стрілецької дивізії першої гвардійської армії, які загинули 19 вересня 1943 року при визволенні села від німецько-фашистських загарбників. 1945 року було проведено перепоховання з місць боїв, а 1962 року біля могили встановили скульптуру «Мати з суворовцем». Територія пам'ятки — 8 × 5 м.

## Персоналії
- Єльченіков Федір Петрович, підполковник
- Фролов Петро Дмитрович, рядовий
- Шульга Іван Гаврилович, рядовий

## Додаток
Напис на меморіальній дошці, закріпленій на постаменті: «Вечная слава и память воинам, погибшим в бою за освобождение нашей Родины в Великой Отечественной войне 1941—1945». Текст меморіальної плити, покладеної біля пам'ятника: «1941-1945. Навек запомни. Куда б ни шел, ни ехал ты, но здесь остановись. Могиле этой дорогой всем сердцем поклонись. Кто б ни был ты — рыбак, шахтер, ученый иль пастух, навек запомни — здесь лежит твой самый лучший друг. И для тебя, и для меня он сделал все, что мог, себя в бою не пожалел и Родину сберег».
Поховання та територія пам'ятки упорядковані.